# Кана (Апулия)
Вижте пояснителната страница за други значения на Кана.
Кана (на старогръцки: Κάνναι, Kannai; на латински: Cannae; на италиански: Canne della Battaglia) е селище (frazione) в Апулия в Италия близо до устието на река Офанто, на ок. 9,6 km от Барлета и на около 60 km северозападно от Бари.
През Втората пуническа война през 216 пр.н.е. тук се провежда Битката при Кана между Римската република и Картаген с командир Ханибал.
През 1018 г. при Кана се провежда битка между византийците и норманите. Кана е разрушен от норманите през 1083 г. и не е възстановен отново. 